# Patagonia Bay
Die Patagonia Bay (in Argentinien Bahía Patagonia, in Chile Bahía Sin Nombre ‚Namenlose Bucht‘ und Bahía Wunderlich) ist eine Bucht an der Nordostküste der Anvers-Insel im westantarktischen Palmer-Archipel. Sie liegt zwischen der Gourdon- und der Thompson-Halbinsel.
Teilnehmer einer argentinischen Antarktisexpedition benannten sie 1947 nach dem argentinischen Fabrikschiff Patagonia, einem der Schiffe bei dieser Forschungsreise. Das UK Antarctic Place-Names Committee übertrug diese Benennung 1984 ins Englische. Namensgeber der zweiten chilenischen Benennung ist Fregattenkapitän Pablo Wunderlich Widerit, Schiffsführer bei der 20. Chilenischen Antarktisexpedition (1965–1966).